# サタデー夢ラジオ
サタデー夢ラジオ（サタデーゆめラジオ）は、青森放送ラジオ（RABラジオ）で放送されていたラジオ番組。前身の番組は、『ハートフルサタデー』（午前）・『ぴっといんサタデー』（午後）。
正式なタイトルは「（メインパーソナリティの名前）とサタデー夢ラジオ」である（放送開始 - 2004年3月頃は「新鮮!パワフルワイド （メインパーソナリティ）とサタデー夢ラジオ」（しんせん!パワフルワイド （）とサタデーゆめラジオ）というタイトルだった）。略称は「夢ラジオ」・「夢ラジ」。

## 番組の概要・歴史

### 新鮮!パワフルワイド 大友寿郎とサタデー夢ラジオ
番組開始当初は、当時青森放送アナウンサーだった大友寿郎が初代のメインパーソナリティを務め、二川原聡子らの女性アナが脇を固めた。放送時間は7:00 - 17:45で、当時日本最長のラジオ番組といわれた。
余談だがウイークエンドバラエティ 日高晤郎ショー（STVラジオ）の放送時間を抜いた時は（土曜 8:00 - 17:00）日高晤郎ショーのスタッフが驚愕したと、2015年12月24日 - 25日放送の「ラジオ・チャリティー・ミュージックソン」内で一夜限りで復活したチャリティー夢ラジオの中で大友が語っていた。
1991年10月に秋山博子アナウンサーが加入し、1997年3月まで大友・秋山コンビが続いた。青山良平も7:45頃（おはようほっとスタジオ出演のため）から出演していた。
1995年10月に放送時間が17:15までとなり、中部日本放送（現：CBCラジオ）の「マラソンRadio 多田しげおのまるっと土曜日」に放送時間最長の座を明渡した。その際は中部日本放送と回線を繋ぎ、放送をしたこともある。
1991年9月28日早朝に青森県に台風19号が襲来した際は、番組内容を大幅に変更して、リスナーから提供された情報などを中心に災害情報を伝え続けた。なお、リスナーから寄せられた情報は約700件。翌29日の陸奥新報には、リスナーから寄せられた情報に対し、青森放送からお礼の広告が掲載された。また、この日放送分の内容は、番組冒頭約24分間の部分と通常通り放送されたコーナー及びCM部分を除き『台風19号、ラジオ災害放送の記録』（記録史）として、同年11月30日に青森放送から発行された。　

### 新鮮!パワフルワイド 秋山博子とサタデー夢ラジオ
1997年3月に大友アナが異動に伴い降板すると大友アナのパートナーだった秋山アナが2代目メインとなる。パートナーは民謡歌手の横山秀樹。
1998年4月からは横山に代わり、古池雄アナウンサーがパートナーとなる。

### 新鮮!パワフルワイド 古池雄とサタデー夢ラジオ
1999年9月、秋山アナは当時担当していた「ズームイン!!朝!」に専念したいという理由で8年近い担当にピリオドを打つ。10月からは古池アナが3代目メインとなり、パートナーに落合こず恵アナウンサーを迎える。
2002年4月に放送時間は15:00に短縮されるが、半年後には16:00に再延長される（15:00 - 16:00は「ぽやらんアワー」という生放送番組、16:00 - 17:00は現在に渡って後述の各局別番組となった）。

### 岡田照幸とサタデー夢ラジオ
2004年3月、古池・落合の両アナウンサーが降板し、翌月からは4代目メインとして、ピアニストの岡田照幸が、そして田村啓美がパートナーとなる。内容も高い年齢層をターゲットとしたものに生まれ変わった（この時、タイトルから「新鮮!パワフルワイド」が外れた）。スタート当時から使われてきたジングルもほぼ全面リニューアルし、テーマ曲は岡田が作曲・演奏したものが使われていた。なお、田村が「ズームイン!!サタデー」・「月刊 元気一番"生"テレビ」出演時や出張時には主に筋野裕子（以前は米澤章子）が代役を務めた。また、ゲストパーソナリティーを毎週一人招く形式になった（現在は頻度は少ない）。
2006年10月改編で放送時間は9:00 - 13:00とこれまでの半分以下に短縮される。午後の時間帯は13:00 - 15:00は「みのもんたのウィークエンドをつかまえろ」（文化放送）をネット受けし（10月21日からネット開始）、15:00 - 16:00は「夢ラジ+」という番組に移行することになった。「みのもんたの〜」が文化放送で休止の場合は1時間延長することがある。
内容は基本的にメッセージテーマを設け、リスナーからのメッセージを募る。メッセージ大賞に選ばれると5000円の商品券、準大賞に選ばれると3000円の商品券がもらえる（以前は大賞は10000円・準大賞は5000円だった）。時間短縮後はテーマを設けずメッセージとリクエストを募集する形式に変更した。
16時台は1989年の番組開始時より青森放送局と野辺地中継局・八戸放送局と十和田中継局・弘前放送局と深浦中継局で独自の番組が放送されている。これらの番組は2002年3月までは夢ラジオの中に内包されており、直前には弘前支社・八戸支社のスタジオと回線を結んでパーソナリティとのクロストークもあった。青森放送局制作では「夕焼けリクエスト」としてメッセージ紹介やクイズコーナーやドキュメント1630があった。いずれも短縮後は分離されている。
八戸放送局と十和田中継局では「ふれあい八戸土曜スタジオ」、弘前放送局と深浦中継局では「HOTひろさき」がそれぞれ放送されている（青森放送局と野辺地中継局では「倶楽部Time Walker」→「MUSIC Heart-Land」を放送していたが、2006年10月からは文化放送の「高田純次・河合美智子の東京パラダイス」をネット受けしている。2009年10月からは、青森、野辺地（下北）エリアに向けて「こちら松森一丁目らじお倶楽部」をRAB本社から放送）。
2009年4月4日の放送をもって岡田・田村による放送は終了。

### 成田洋明とサタデー夢ラジオ
同年4月11日放送分より、メインは成田洋明、パートナーは樋田かおりが務める。また、「みのもんたの〜」をネットしていた13:00 - 15:00枠を吸収し16:00までに時間を拡大。7時間という長時間の放送となった。
2011年3月26日の放送をもって、樋田がRAB退社に伴い番組を卒業した。同年4月2日からは、元青森朝日放送アナウンサーで同月RABに入社したばかりの柳瀬若菜がパートナーを務めたが、妊娠に伴う体調不良の為、2012年8月25日の放送途中で降板し、番組最終回まで復帰が出来なかった。なお、最終回のエンディング近くに生電話で番組に出演、妊娠6ヶ月である事を報告し、そのままRABを退職した。
同年9月29日をもって放送終了。23年間の歴史に幕を閉じた。

## 主なコーナー・内包番組
- 街角夢クイズ（以前は街角クイズ）

大友・秋山・古池時代から続くコーナー。リスナー電話参加。レポーターが中継先から3択クイズを出題する。正解者には3名に1000円分の商品券が贈られる。なお、パーソナリティも電話の応対をすることがある。
- ご当地B級グルめぐり

中島美華が全国各地のB級グルメについてリポートしたり関連行事についてリポートするコーナー。自身もトリオ★ザ★ポンチョスの一員として、B1グランプリの公式ソングを唄っている。2012年10月6日からは12:10-12:20の独立番組となって継続する。
- サザン・ヒッツ

｢ご当地B級グルめぐり｣同様、2012年10月6日からは12:30-13:00の独立番組となって継続する。
- 明日に向かって!ラジオ希望堂

東日本大震災が発生し八戸を中心とした地域においても、多大の被害を与えた。その東日本大震災から復興する八戸地域の情報を八戸ラジオカーリポーターの中島美華がリポートするコーナー。
- JRA中央競馬中継（2001年5月19日～[2]）

### 期間限定のコーナー
- ハロースキーダイヤル（冬期間(大方12月～3月)のみ:放送時間は9:15～9:20(スポット番宣上の放送時間)。）

### 内包している番組
- ジャパネットたかたラジオショッピングスペシャル（9:25 - 9:35）
- TOYOTA presents 辻よしなりの「週末アソビナビ」（10:05 - 10:15）
- MiNoの幸せ時間（13:10 - 13:20、2012年10月からは50分繰り上がった上で、独立番組となる。）

### 過去に放送されていたコーナー・内包番組
- デパート朝のご案内

青森県内の百貨店（ダックシティカネ長武田百貨店→ビブレ（現：さくら野百貨店）・中三・松木屋）の主な催事を告知するコーナー。当初BGMにはそのデパートのイメージソングが流れていたが、ダックシティカネ長武田がビブレに変わった頃からは洋楽に代わっていた（ビブレのサウンドロゴがビブレの紹介後に流れる）。2000年頃終了。
- 小噺ジョッキー

一戸宏がパーソナリティをしていた内包番組。14時台に放送していた。歌謡曲の合間にちょっとした小噺が流れていた。1998年頃日曜日午後に移動したが、1999年に終了している。
- 伊奈かっぺいの勝手にライブ・方言バンザイ!

伊奈かっぺいが出演。録音だが生放送の場合もあった。女性パーソナリティーがパートナーを務めた。2007年4月の定年退職を控え、同月より東日本放送制作の『るくなす』に出演することとなったため同年3月をもって終了。スポンサー読みの部分では、ゲーム『がんばれゴエモン2』のBGMが使用されていた。
- そういえば…校歌ラジオ版

RABテレビの夕方ワイド番組「@なまてれ」で放送されていたコーナーのラジオ版。青森県の小学校の校歌を紹介する。基本的に昔放送されたものを流す。
- ラジオかくれんぼ　真理ちゃんめっけ

中継先のどこかに隠れているレポーターの野坂真理を探すコーナー。条件がありメッセージテーマに関する物を持ってきて野坂の前で合言葉を言わないといけない。また、原則過去に参加した人も参加できない。無事見つけるとその中継先にまつわるクイズが出題され、電話で正解を受け付ける。野坂の降板により終了。
- こんにちはロシア

ロシアの音楽を紹介する。秋山・古池コンビの頃は古池アナが色々なキャラクターで曲紹介をしたが、古池・落合コンビになってからは普通に紹介するようになった。
- ポップスをあなたに

現在の「ひろみの君に夢キュン!」枠に放送されていた音楽コーナー。南郷サマージャズオーケストラのプロデューサー・鳴海廣氏をむかえて、お薦めのアルバムを紹介する。4～5曲ほどをOAする。2004年3月終了。鳴海氏がスタジオに来ることができない時は電話出演、または青山良平が代打をつとめたこともあった。
- 岡田照幸のタッチはピアニッシモ

サタデー夢ラジオがスタートされる以前から放送されているクラシック音楽を紹介する番組。以前は録音だったが岡田照幸がサタデー夢ラジオのパーソナリティーになったためこのコーナーも生放送となった。なお、田村アナウンサーは出演しない。2006年10月より土曜7:25-7:50の単独番組となった。
- シネマトピックス

お勧めの映画を紹介する。映画音楽を1曲流すが、紹介した映画に関係する音楽に限らない。
- 県南あれこれ体験!お近づき!!

八戸支社制作。青森県の南部地方のイベントなどを紹介。
- クイズあなたはだ〜れ→クイズこの人は誰?

前者はスタジオに架空のゲストを呼び、そのゲストをリスナーに当てるコーナー。2004年10月23日放送分から後者に内容が変更された。形式はヒントをいくつか出し、そのヒントに関係のある人物を当てる。このコーナーは不定期でやることがある。
- TOYOTA Presents 片山右京のShall We Drive?〜ドライブしようよ!〜→高樹千佳子のハイブリッドな週末（TBSラジオ発全国ネット番組）
- トヨペットナイスミドル応援団

#### ぽやらんアワー
2002年4月から半年間だけ放送された。後の夢ラジ+と同じような内容であったが、パーソナリティーは週代わりでRABのアナウンサーが務めた。しかし、それまで放送されていた15時台の夢ラジオとさほど内容が変わらないこともあり、半年で終了し夢ラジオに吸収される形となった。

#### 夢ラジ+
2006年10月〜2009年4月4日放送分まで、文化放送の「みのもんたのウィークエンドをつかまえろ」のネットに伴い番組が分断されることになった。その分断された15時台に『夢ラジ+』（ゆめラジプラス）として放送された。
内容はメッセージテーマを設けリクエスト曲も募集する形式。かつての青森エリア限定の「夕やけリクエスト」に近い構成。の途中、RFラジオ日本、またはラジオNIKKEI制作の競馬中継を内包する。パーソナリティは田村アナ（上記の理由で出られない場合は筋野アナが代行）と夢ラジオのレポーターの成田洋明。「みのもんたの〜」が短縮された場合等（主にスポーツスペシャル放送時など）は時間を繰り上げ、延長して「夢ラジ+α」（ゆめラジプラスアルファ）として放送される場合もあった。
なお、2007年1月13日 13:24に千島列島沖で発生した地震とそれに伴う津波注意報発令に伴う関連情報を放送したため、事実上放送時間枠拡大していた（元々は「みのもんたの〜」が文化放送で大学ラグビーの中継が行われたため短縮されたことにもよる）。
2009年4月1日放送分をもって、「みのもんたの〜」のネット終了に伴う「夢ラジ」拡大により終了。

## 出演者
- 2012年9月29日の最終回時点。

### メインパーソナリティー
- 成田洋明
- 柳瀬若菜
  - 尚、柳瀬は2012年8月25日の放送途中から、妊娠に伴う体調不良の為に番組を降板し、最終回まで復帰ができなかった。なお、この期間中、RAB女子アナウンサーが、柳瀬の代理を担当。番組最終回は田村啓美が担当した。

### ラジオカーリポーター
- 楠美翔子（青森）
- 奈良岡香織（弘前）
- 中島美華（八戸）

なお、中島と奈良岡の両名は、16時からの各放送局（前者:八戸、後者:弘前）の番組を担当している。
2011年10月1日から2012年9月29日までは、青森放送局の16時からの番組を担当している楠美が、リポーターに加わっていた。

### ゲストパーソナリティー
- アーサー・ビナード（詩人・俳人） - 月1回出演

### 過去の出演者

#### 過去のパーソナリティ
| 期間 | 期間      | パーソナリティ | パーソナリティ           |
| --- | --------- | -------------- | ------------------------ |
| 1989.8.5 | 1991.6?   | 大友寿郎1      | 二川原聡子2 笹森亜希子2  |
| 1991.7? | 1997.3    | 大友寿郎1      | 秋山博子1                |
| 1997.4 | 1998.3    | 秋山博子3      | 横山秀樹                 |
| 1998.4 | 1999.9    | 秋山博子3      | 古池雄                   |
| 1999.10 | 2004.3    | 古池雄         | 落合こず恵4              |
| 2004.4 | 2009.4.4  | 岡田照幸       | 田村啓美                 |
| 2009.4.11 | 2011.3    | 成田洋明5      | 樋田かおり4              |
| 2011.4 | 2012.8.25 | 成田洋明5      | 柳瀬若菜6                |
| 2012.9.1 | 2012.9.29 | 成田洋明5      | （RAB女子アナの輪番制）7 |
| - 1 在任中は放送部長→ラジオ編成部長に就いていた。弘前支社長就任を機に降板。2006年9月16日も担当。 - 2 アシスタントの位置づけ。 - 3 当時担当していた「ズームイン!!朝!」に専念希望の為、降板。 - 4 退社を機に降板。 - 5 就任以前は弘前レポーター（2001年-2009年4月4日）、姉妹番組の『夢ラジ+』（2006年10月-2009年4月4日）を担当。 - 6 妊娠に伴う体調不良の為、2012年8月25日の放送途中で降板。最終回のED近くに電話出演し、同月で退社。 - 7 番組最終回は田村が担当。 |           |                |                          |

#### 過去のレギュラー
- 青山良平
- 三ツ谷鮎子（青森ラジオカーリポーター）
- 佐藤由美子
- 野坂真理
- 横山秀樹
- けんずろう
- 小渡章好（商業プランナー）
- 松尾ともこ（歌手）
- 外崎勝（相撲評論家）
- 山谷真由美（青森ラジオカーリポーター）2009年4月～2011年9月24日

## 特別編成
2006年9月16日の放送では「夢の夢ラジオ」として約9年半ぶりに大友寿郎が、MCを担当した。また、CMの前後に流れるジングルも大友担当時のものが久々に流れたほか、伊奈かっぺいや青山良平との久々の“競演”もあった。ちなみに12時台の時間読みでは岡田・田村は“12:00”と言っていたが、大友は“0:00”と言っていた。また、10日後の9月26日放送｢@なまてれ｣ではこの日のオープニング部分のごく一部がテレビを通して放送された。
2012年3月3日の放送は、通常のコーナーを休止し、12:00から15:00まで、ラジオ沖縄と共同で「あずましーな沖縄 めんそーれ青森 北と南でラジオ合戦!」を放送した。なお、交換リポーターとして、青森放送からは本番組の成田が沖縄に、ラジオ沖縄からは伊波紗友里アナウンサー（当時）が青森にそれぞれ行った。